# Live Rebirth
Live Rebirth è il terzo album dal vivo del gruppo black metal svedese Dissection, pubblicato nel marzo 2010 da High Roller Records.
Si tratta di un'edizione limitata a 1 000 copie e pubblicata solo come doppio vinile. Il disco, registrato al concerto di riunione della band il 30 ottobre 2004, comprende anche la traccia Black Horizons e dei dietro le quinte visibili solo inserendolo in un computer.

## Tracce
1. At the Fathomless Depths – 2:04
2. Night's Blood – 7:36
3. Frozen – 4:15
4. Maha Kali – 6:23
5. Soulreaper – 6:57
6. No Dreams Breed in Breathless Sleep – 1:22
7. Where Dead Angels Lie – 7:58
8. Retribution - Storm of the Light's Bane – 5:41
9. Unhallowed – 7:10
10. Thorns of Crimson Death – 9:00
11. Heaven's Damnation – 4:30
12. In the Cold Winds of Nowhere – 5:01
13. Elizabeth Bathory (Tormentor cover) – 5:28
14. The Somberlain – 9:11
15. A Land Forlorn – 7:24

## Formazione
- Jon Nödtveidt - voce, chitarra
- Set Teitan - chitarra
- Brice Leclercq - basso
- Tomas Asklund - batteria